# Посёлок имени Дзержинского (Воронежская область)
И́мени Дзержи́нского  — посёлок в Каширском районе Воронежской области.
Административный центр Дзержинского сельского поселения.

## Население
| 2010 |
| ---- |
| 1838 |

## Улицы
| - ул. Воронежская, - ул. Восточная, - ул. Железнодорожная, - ул. Ленина, - ул. Маршала Жукова, - ул. Молодёжная, | - ул. Новая, - ул. Пионерская, - ул. Полевая, - ул. Российская, - ул. Свободы, - ул. Советская, | - ул. Солнечная, - ул. Тельмана, - ул. Школьная, - ул. Южная, - пер. Спокойный, - пер. Спортивный. |